# Tournée de l'équipe de France de rugby à XV en 2014
L'équipe de France de rugby à XV effectue du 7 au 21 juin 2014 une tournée en Australie,.

## Résultats complets
| No | Date         | Lieu                                 | Match              | Score   | Compétition |
| -- | ------------ | ------------------------------------ | ------------------ | ------- | ----------- |
| 1  | 7 juin 2014  | Suncorp Stadium, Brisbane, Australie | Australie – France | 50 – 23 | test match  |
| 2  | 14 juin 2014 | Etihad Stadium, Melbourne, Australie | Australie – France | 6 – 0   | test match  |
| 3  | 21 juin 2014 | Allianz Stadium, Sydney, Australie   | Australie – France | 39 – 13 | test match  |